# 食人魔

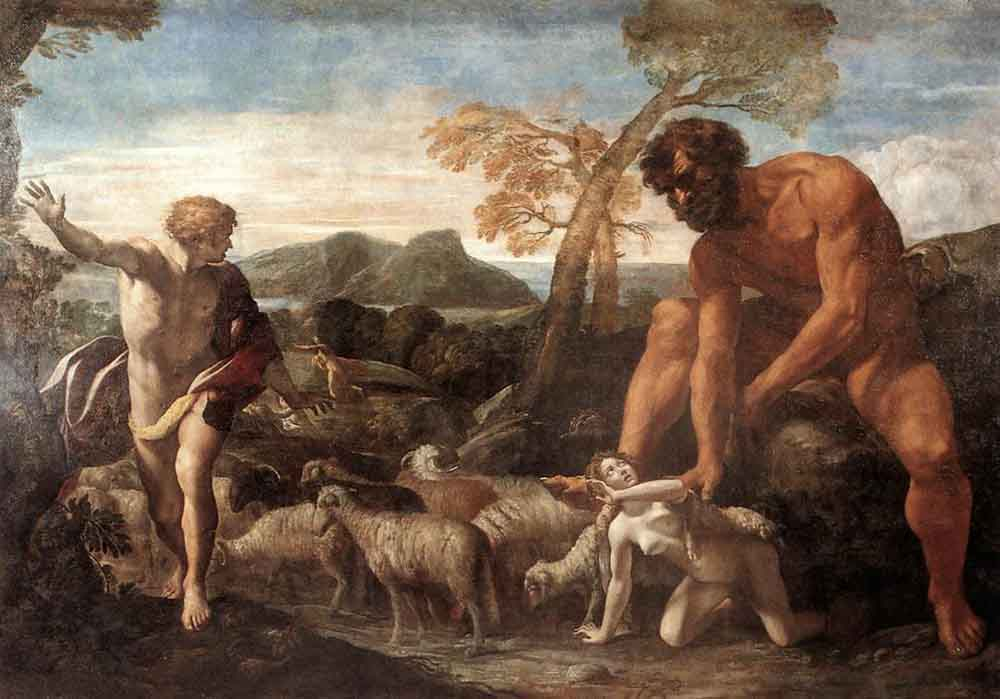
意大利史詩作品Orlando Furioso中，新婚燕爾的Norandino及Lucina被一隻食人魔發現，Giovanni Lanfranco所繪

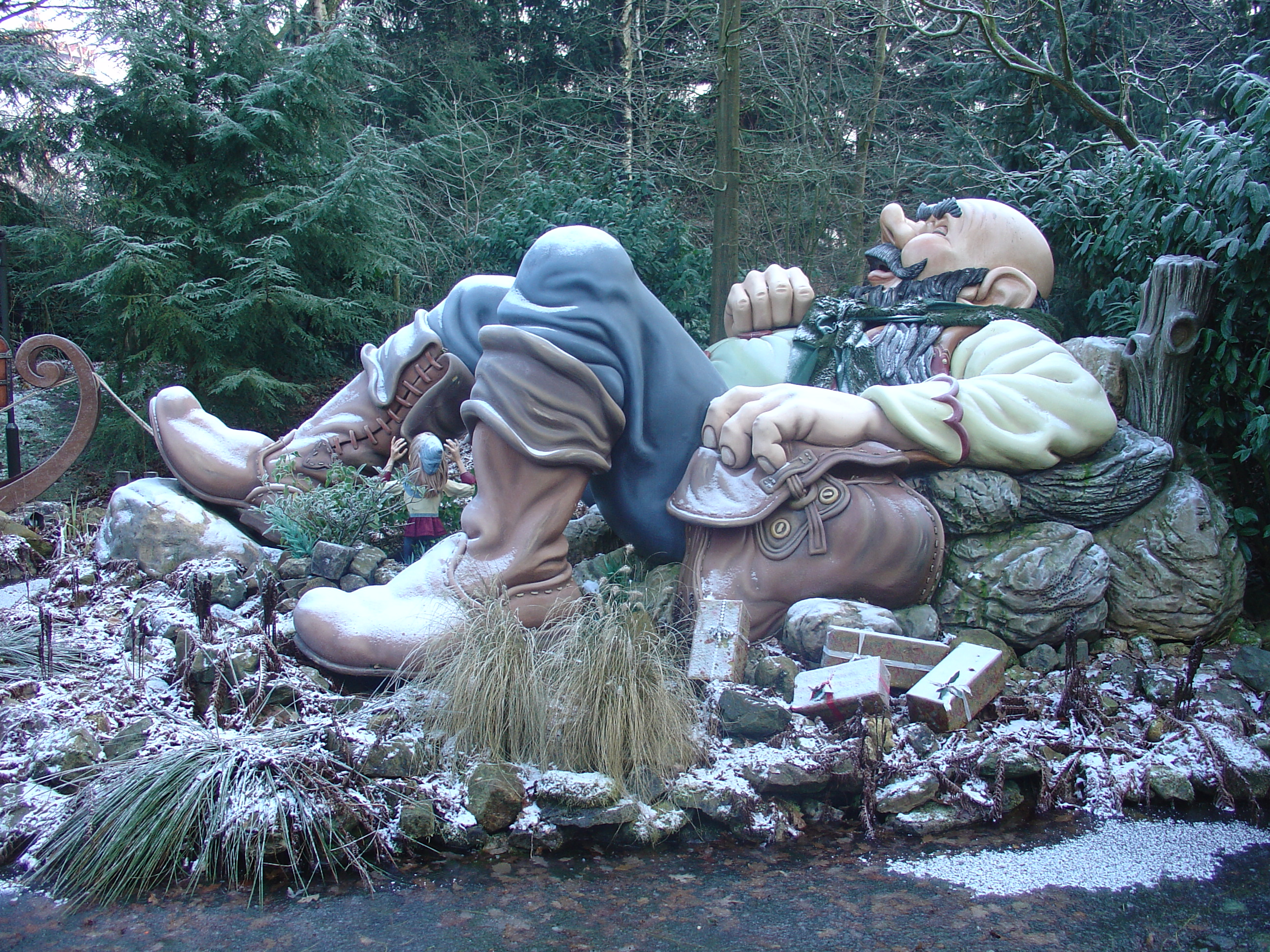
小拇指和食人魔，夏尔·佩罗，艾夫特琳

食人魔（Ogres）或巨魔是歐洲傳說中的怪物，也是奇幻文學中的怪物，在不同文学、奇幻小說、影視作品和遊戲中有不同表现，但大多是邪恶庞大的怪物，故翻译为巨魔，常常與洞穴巨人混為一談。这个幻想種族往往和矮人是死敌，争夺地下洞穴和山岭作为自己的地盘。也和巨怪（trolls）相關。傳說中此怪物身材高大肥胖，手臂粗壯力大無窮，頭腦簡單，喜歡吃任何肉類，尤其是新鮮的家畜和家畜的主人。《史瑞克》系列主角史瑞克和公主的形象即源自食人魔。

## 居住環境
食人魔喜歡住在陰暗的洞穴、廢棄的城堡、森林，還有商隊經常出現的道路等等。

## 特徵
身高約三公尺，皮膚為膚色，藍色或咖啡色。圓滾滾的腦袋有著一雙小眼睛，嘴上長著獠牙。身材肥胖，有明顯的大肚子，手臂十分粗壯。身上散發著濃濃的汗味，還有濃厚的屍臭味。

## 習性
食人魔永遠只想著吃，洞穴裡堆積的各種骨頭就是最好的証明。他們襲擊村子，也會在商隊經常出現的道路偷襲，帶走家畜還有人類；帶回洞穴後，把他們丟到大鍋子裡面煮或著串起來烤食，受害者的財物玩賞後放在一邊不久就遺忘了。

## 遊戲相關
喜歡使用的武器是木棍，配合強壯的手臂形成強大的破壞力，使得住在附近的生物對食人魔有所畏懼。通常十幾個食人魔會組成一個部落，以打鬥來決定首領，有時候也會和半獸人（Orc），巨怪（Trolls）和哥布林（goblin）聯合攻擊人類或精靈的村落，但通常以雇傭兵的身分，所以不太合群，加上易怒的性格還有強大的蠻力，所以連指揮者都有些畏懼。

### 定位
勇者旅行途中通常會出現兩三個打劫的食人魔。食人魔通常扮演流氓地痞的腳色，或者以小頭目的身分和勇者挑戰。巨大的木棍揮動的速度很慢，而且沒有相對硬的護甲被擊中的話會有生命危險。

### 魔獸爭霸
WarCraft系列的食人魔身形龐大、智力低下、破壞力強，原生於德拉諾，是獸人的天敵；但後來在術士古爾丹的慫恿下，食人魔與獸人合作，將另一種族德萊尼趕盡殺絕。
大部分食人魔只有一個頭，經過好幾代才會生出一個雙頭食人魔，智力相對比單頭的同類高（但還是比獸人低）。一般來說，食人魔只會進行破壞力強的物理攻擊，但雙頭食人魔有學習奧術魔法的潛力。
大部分食人魔在部落輸掉第二次大戰後就往其他地方遷移，東部王國以及卡林多都看得到他們的蹤跡。

## 延伸閱讀
- 《勇者鬥怪物交戰手冊》，ISBN：9867131371